# Рашипић
Рашипић је ненасељено острвце у хрватском дијелу Јадранског мора. Налази се у Корнатском архипелагу. Његова површина износи 0,011 km². Дужина обалске линије износи 0,4 km.